# Arctia muecki
Arctia muecki là một loài bướm đêm thuộc phân họ Arctiinae, họ Erebidae.